# 金丸信
金丸 信（かねまる しん、1914年〈大正3年〉9月17日 - 1996年〈平成8年〉3月28日）は、日本の政治家。
衆議院議員（12期）、副総理、民間活力導入担当大臣、防衛庁長官（第35代）、建設大臣（第34代）、自由民主党副総裁、自由民主党幹事長（第26代）、自由民主党総務会長（第27代）、自由民主党国会対策委員長（第16、24代）を歴任した。

## 来歴・人物

森本靖『逓信人物論・上巻』（1966年、野村書店）より

### 生い立ちから政治家への道
1914年（大正3年）9月17日、山梨県中巨摩郡今諏訪村（後の白根町、現在の南アルプス市）の造り酒屋を営む地主の家に長男として生まれる。父は金丸康三、母はとくで信は長男。祖父は山梨交通電車線のルーツ甲府電車軌道の中心的人物であった金丸宗之助。叔父には県会議長などを務めた小宮山清三がいる。金丸家は、多くの使用人を抱えている裕福な家柄だった。
西野小学校を卒業の後、旧制甲府中学校（現在の山梨県立甲府第一高等学校）に入学するも素行不良により退学となり、父の友人が校長をしていた、旧制身延中学校（現山梨県立身延高等学校）に入学したという（甲府中の受験に失敗し、身延中に入学したとも）。
1933年（昭和8年）に東京農業大学農学部へ入学し、柔道に明け暮れる。卒業論文は「桜桃栽培の進化」。
農大卒業後、旧制身延中学の恩師が校長を務めていた旧制韮崎中学校（現山梨県立韮崎高等学校）で博物（生物学）の教諭となる。また、柔道を教えたり野球部の監督もした。
1938年（昭和13年）、徴兵により日本軍に入営する。軍隊では関東軍電信三連隊第二中隊に配属されて満洲に渡った。しかし、塹壕で過ごすうちに風邪をこじらせて胸膜炎となり、新京（現長春）の病院に入院、内地送還となり兵役免除となった。
帰国後は茨城県久慈郡（現常陸太田市）の姉夫婦のもとでしばらく静養をした後に実家に戻り、家業の造酒屋を継ぎ、果樹園経営も行った。
1941年（昭和16年）には大政翼賛会山梨県支部の発足に伴い大日本翼賛壮年団が結成されると翼壮団郡世話人として活躍し、翼壮団長で戦後には山梨中央銀行頭取として県政財界に影響力を持っていた名取忠彦の知遇を得ている。1943年（昭和18年）には山梨県酒造組合常務理事に就任したが、戦局の悪化に伴い造酒屋の企業整理命令（70軒ある造酒屋を半分に減らせとする内容）が下された際には、自ら造酒屋を廃業し、同業者にも命令に従うよう促した。その後、軍需産業の溶接に使う酸素をつくる「日東工業」(後の日東物産)を設立した。
戦後には家業の酒造業において焼酎を造る「中央発酵化学工業」を設立して成功をおさめる。また、戦前から知遇を得ていた名取忠彦に地場産業振興のためにと勧められ、撤退予定だった「福泉醸造工業」のワイン工場を買収するとともに、会社名を「太平醸造」に改め、このワイン事業でも大きな成功をおさめる。
1957年（昭和32年）7月9日、昭和天皇、香淳皇后が工場に行幸啓。金丸は社長として説明や案内を行った。
造酒屋時代、税務署の「造酒屋は、酒を密造し、税をごまかしている」という態度に怒りを覚え、政治の道を志したという。

### 政界への進出
戦後、翼壮団長や在郷軍人会分会長のため、父の康三とともに公職追放となり、同じく公職追放となった名取忠彦は台頭する左翼勢力に対して翼壮団時代の同志を集めて「脈々会」を結成し、金丸もこれに参加する。1951年（昭和26年）の公選第2回となる山梨県知事選挙においては、保革連合の推薦を受けた天野久が当選するが、名取や金丸は天野を容共分子として敵対する。
知事就任後に、名取が山梨県総合開発審議会会長として迎えられると、金丸も天野に接近し、1953年（昭和28年）の第3回参議院議員通常選挙では、名取の実兄で天野の推薦を受けた広瀬久忠の陣営の裏選対に際して、選挙活動に従事する。選挙後金丸は、山梨県警察の取り調べを受けるが、買収の証拠となる名刺5枚をとっさに飲み込み、起訴を免れたという。
このことがきっかけとなり、金丸は衆議院議員選挙に担ぎ出される。その際、「佐藤栄作は将来、必ず宰相になる男だ。選挙をやるなら派閥に入った方がいい」と広瀬に勧められ、佐藤のもとを訪ねる。しかし、このときは佐藤に「キミのような中途半端は使いものにならない」とけんもほろろに追い返された。金丸は激怒したが、広瀬の取り成しで再び佐藤を訪ね、無事自由民主党保守本流の佐藤派に入る。
1958年5月の第28回衆議院議員総選挙に、自由民主党公認で山梨県全県区から出馬。トラックの荷台を舞台とする選挙カーで選挙運動をする（これ以後も、金丸は、選挙の際、トラックの荷台を舞台とする選挙カーを利用した）。なおこの選挙活動中佐藤は1回だけ応援に来て北巨摩、韮崎、長坂、白根、櫛形、鰍沢、市川大門、身延にて、応援の選挙運動をした。また、学校での友人や教師時代の教え子、自分の会社の者などによる選挙運動も行われた。5月22日の投開票で69,354票を得て、トップ当選を果たしたが、直後の6月24日に、妻の玲子を狭心症で亡くす。
同期当選には竹下登、安倍晋太郎、倉成正らがおり、彼らと親交を深めた（特に竹下とは、自分の長男の康信と竹下の長女の一子を結婚させ親戚関係を結ぶまでになった）。
1960年の日米安保条約改定に関する一連の騒動の際、混乱する国会の中、衆議院議長清瀬一郎を担いで議長席まで運び、会期延長と新安保条約可決へと繋げる。なお、この際に撮影された写真がアメリカ合衆国の『ライフ』誌に掲載され、後のアメリカ合衆国連邦政府との交渉の際に役に立ったと、金丸は後に自伝で記している。

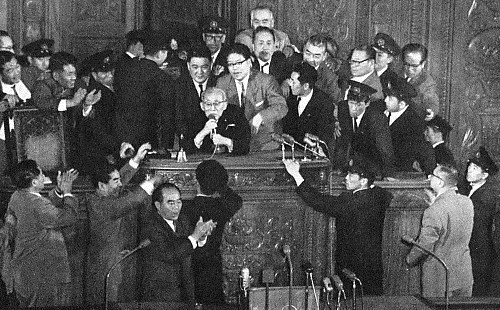
衆議院における強行採決（中央マイクを持つ清瀬衆議院議長の左後ろで守る金丸）

1961年に再婚した際に媒酌人を引き受けてもらったのをきっかけに、佐藤派幹部の保利茂を「政治の師匠」とした（なおしばしば「金丸は、髪型まで保利にならっている」といわれたが、本人は「そんなことはない」と言っている）。1963年に郵政政務次官に就任。
1972年1月、金丸は幹事長となった保利の強い後押しを受け、労働大臣に就任した塚原俊郎の後任として自民党国会対策委員長の職に就く（当時国対委員長は閣僚経験者がなる職であり、入閣のしたことのない金丸の就任は異例中の異例であった）。
だが、その後に行われた自由民主党総裁選挙の際、官僚出身の福田赳夫を支持していた保利の意向に反し、同じ党人派の田中角栄を支持し、田中派結成に奔走した。これは、金丸が田中を大変評価していたことに由来する。なお、保利にはその旨を伝えており、師弟関係が崩れることはなかった。
田中角栄は、金丸の総裁選での活躍を評価しており、「君には建設大臣をやる」と言っていたが、第1次田中角栄内閣では、木村武雄に持っていかれてしまったものの（金丸は国対委員長に留任）、第2次田中角栄内閣で念願の初入閣を果たす。その際、迎賓館の改修や中央自動車道の工事着手を行った。しかし立花隆の明らかにした田中金脈問題で田中は首相を辞任に追い込まれる。
続く三木武夫内閣では国土庁長官に就任。また「三木おろし」の気運が高まった際、金丸は三木に衆議院解散を勧めたというが、三木は解散を決断せず、金丸は三木への不信感を募らせたという。金丸は三木への対抗馬を一本化しなければ三木を下せない以上は福田赳夫でまとめるしかないと考え、仲がこじれていた保利と福田の関係修復を周旋する。三木退陣後は、福田の総裁任期は1期2年のみでその後は大平に禅譲するという「大福密約」の保証人となったとも言われる。
1976年12月、福田政権のもと衆議院議院運営委員長に就任。同時に保利が衆議院議長となり、師弟で衆議院の表のトップと裏方調整役を担当した。
1977年11月、福田改造内閣の防衛庁長官に転じる。長官時代、「自衛隊が外国に脅威を与えてはいけないという人がいるが、敵に脅威を与えずして何の防衛か」と発言する。また、統幕議長栗栖弘臣の「現状の法制では、有事の際に自衛隊は超法規的行動をとらざるを得ない」という発言に対して、文民統制に反する発言であるとして金丸が激怒し、結果、栗栖は自ら辞職せざるをえなくなった。後に、栗栖の更迭について「私の原点は出征する私を両親の目の前で殴った憲兵の横暴である。シビリアン・コントロールがいかに大事かということは、習わずとも身にしみている」と回想している。
長官在任中の1978年、在日米軍基地で働く日本人従業員に対する負担を表明。反発が予想されたため、金丸は「思いやりの気持ちで行うべき」と発言、これが現在に至る「思いやり予算」である。
この年、福田派が総裁再選への流れを作るために「解散風」を吹かせるが、金丸は「大義名分のない解散には反対する。解散が閣議で諮られたら署名を拒否する。」と公言。福田赳夫は金丸を注意するが、結局解散できぬまま総裁選が行われ、田中派と同盟関係にある大平が福田を下し、総理総裁の地位に就く。
大平政権では2度目の国対委員長に就任。伯仲国会の当時、与党は竹下が委員長を務める衆議院予算委員会において半数を割っていたことから、予算案可決のため金丸は野党の公明党と民社党から修正合意を取り付ける。しかし大平首相は予算組み替えを拒否し、委員会では否決させて本会議で原案通り可決させることを指示したため、金丸ら国対委員の面目が潰されることとなった。このさなかの1979年3月に保利が死去している。
1980年5月、憲政史上初の衆参同日選挙が行われた際、「世代交代論」を唱える。これは、四十日抗争を見て、「政治を若返らせねばならない。七十歳・八十歳の派閥の長が指導する時代ではない」と思ったことに由来する（その本心は、後述する理由により中曽根康弘の政権樹立を阻止するためだったとされる）。これがきっかけで、田中と金丸の仲は悪化し、一方、竹下と親密な関係を築いていく。

### 政界のドン

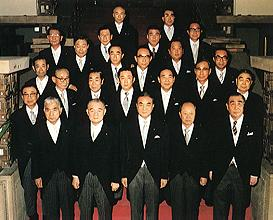
1986年、第3次中曽根内閣発足後の記念撮影にて（最前列左から2番目）

保利から「冷や飯を食って耐え忍ぶ」という政治信念の薫陶を受けた金丸は、政界風見鶏と呼ばれた中曽根康弘の立ち回りを肯定できず、中曽根が自民党総裁になるまでは日本一の中曽根嫌いを自認していた。田中が中曽根を総裁に擁立するつもりであることを知った金丸は、「おんぼろ神輿」とまで批判していたが、中曽根政権では自民党総務会長―幹事長―副総理と重用された。鈴木善幸内閣の末期に開かれた中曽根派と田中派の料亭会合の際に、表向きは和解したとされており（内心は中曽根を生涯嫌っていた）、その際に中曽根は「腹も太いし、三木武吉以来の大物だ」と金丸を評している。
1984年、側近の小沢辰男を推す田中の意向に反して中曽根総理は金丸を幹事長に指名した。翌1985年、田中派内に勉強会「創政会」を結成する。この動きが金丸の親戚である竹下を後継領袖とするクーデターであったことを知った田中は猛烈な切り崩しをかけるが、創政会発足直後に田中が脳梗塞で倒れたことで創政会の優勢が固まる。反対派や中間派の取り込みのために創政会を一旦解散した後、田中派の大多数をまとめて1987年7月に独立派閥の「経世会」（竹下派）を発足させる。竹下の総理就任後は金丸が経世会会長に就任したが、当時はこのような場合に派閥の通称が変更されず、「竹下派の金丸会長」という形であった。
同年に初当選してから文字どおり二人三脚で歩んできた“金竹関係”だったが、頂点を極めた頃から隙間風が吹くようになった。総理についた頃から竹下は独自の行動をとるようになり、竹下が連絡を取らないことをなじった金丸に配慮して、その後はたびたび極秘裏に金丸邸を訪れることになる。
1989年、消費税導入による不人気とリクルート事件が発覚し、竹下内閣は総辞職、竹下は謹慎し、後継総裁には宇野宗佑が就いたが、話を聞かされていなかった金丸は、元総裁の福田赳夫を、高齢ではあるが後継総裁として擁立に動いていたため面目を失った。最初に宇野ありきの状態だったことを自虐して、自らを「雇われマダム」と評した。
とはいえ、宇野政権が1989年参院選の過半数割れの大敗により2か月あまりで倒れると、最大派閥の会長である金丸は大きな力を持つようになる。宇野の退陣後、ニューリーダーがリクルート事件の影響で出馬出来なくなったため、野党とのパイプを持つ金丸自身も候補に上がるが、竹下らの反発で潰され、出馬に意欲的であった河本敏夫に電話し出馬を辞退させた。日本社会党のマドンナブームに関し「バーのマダム（長谷百合子のこと）が当選したようだが政治がわかるのか。国家国民のためにならない政治家が生まれるのは問題だ。」と発言した。
結局、河本派の海部俊樹が総理総裁に選出されたが、参議院の自民党過半数割れによるねじれ国会において野党との協調が政権運営に不可欠となった状況で、国対族のベテランであり最大派閥経世会の会長たる金丸と、同じく国対族で経世会オーナーの竹下、さらに両者の姻戚で自民党幹事長の小沢一郎の経世会中枢3名の権勢が海部首相のそれを凌駕し、金竹小と称された。金丸は竹下派七奉行の中でも特に小沢に目をかけ、1989年8月、竹下の反対を押し切って47歳の若さで自民党幹事長に就任させるなど、小沢の強力な後ろ盾となったが、七奉行の中で最年少の小沢重用は橋本龍太郎や梶山静六ら竹下に近い議員の反発を招くことになり、後の竹下派分裂の引き金となった。
長く国会対策委員長を務めて日本社会党議員と交流し、社会党との連携で党内対立を制する手法を身に付けた。1980年代末から、自民党と社会党を解体、再編成して政権交代する二大政党を作るという政界再編構想を抱くようになった。特に「足して二で割る」という絶妙の妥協案は金丸国対とまで評されるほど絶妙なものであった。
1990年8月、中華人民共和国を訪問して北朝鮮訪問に向けた協力を要請した。同年9月には日本社会党の田邊誠らと訪朝団を団長として編成した（金丸訪朝団）。金丸と金日成は、日本語を用いて差しで対談を行った。しかしやり取りが文書として残っていないため、一体何を話したのかが謎となっている。この空白の数時間の間に取り決められたといわれる約束が、日朝の交渉においてしばしば「金丸さんが金日成主席と約束した」という形で北朝鮮側から持ち出されることがある。重村智計によれば、この会談の冒頭、金日成は金丸に「ご先祖が、わが国から渡られたことは、よく存じております」と話し始めた という。
このとき自民党の代表として国交正常化や統治時代の補償とともに『南北朝鮮分断後45年間についての補償』という約束を自民党、社会党、朝鮮労働党の3党で交した。この約束は帰国後「土下座外交」と批判を浴びた。このとき、1983年に北朝鮮兵士閔洪九の亡命事件に関連して北朝鮮にスパイとして拿捕され7年間服役していた「第十八富士山丸」の日本人船長紅粉勇と機関長栗浦好雄の2名の釈放、帰国についても合意し、こちらは実行された。

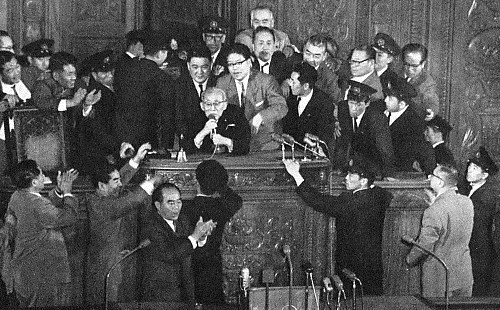
1992年4月7日、中国共産党中央委員会総書記の江沢民（右）と会談

1991年10月の自民党総裁選では、当初小沢一郎に出馬を促したが本人が固辞し、他派の領袖を擁立することとした。派内の橋本龍太郎が高い一般人気を誇る中で、金丸と小沢は派内の異論を押し切って宮澤喜一を支持した。なお、金丸本人は渡辺美智雄支持に最後まで拘った。「心情はミッちゃんだが、常識的判断になるとミッちゃんというわけにはいかない。宮沢で行こう。」と述べた。東大出身者以外を露骨に見下す癖のあった宮澤を、金丸はもともと毛嫌いしていた。しかし、宮澤が当時の世論、財界の圧倒的な支持があったこと、経世会と宏池会が長年の蜜月関係にあったことから、渋々宮澤支持に転じた。派内の渡辺支持派は金丸が渡辺支持を断念したことにより、一気に派として宮澤支持に移行した。とはいえ、宮澤を支持するという金丸の報告を派の集会で拍手承認するという段取りだったにもかかわらず拍手がまばらで、金丸が叱りつけてようやく拍手が増えるというぎくしゃくした状況であった。宮澤は自派の増岡博之を国会対策委員長に起用したが、増岡は国対の経験に乏しく野党とのパイプもなく、宮澤はPKO協力法案の成立と政治改革の実現を目指したがPKO協力法案は継続審議になり政治改革は進まなかった。そこで宮沢は金丸の担ぎ出しに直接動き出す、自民党副総裁への就任だったが、宮沢はアメリカの大統領ジョージ・H・W・ブッシュを使った。宮沢は次のようなエピソードを明かしている。「92年のお正月にブッシュが日本に訪れることがあったので・・・私はブッシュに「ちょっと手伝ってくれよ。この人（金丸）の協力が党内で必要なんだ。あなたのディナーにも来るから、僕がその時サインするから、ひとこと声をかけてくれよ」と頼んだんです。そうしたらブッシュは、「いいよ、そういうことなら得意とするところだ。」と言う。それで金丸さんに対してブッシュが「あなたのことはよくミヤザワから聞いている、ひとつ助けてやってくれ」というようなことを言ってくれたんです。それがあって金丸さん副総裁になってくれました。」。金丸はブッシュとの夕食会のあった1992年1月8日、自民党副総裁を受諾し、政権は安定し、宮澤政権の支柱となり、天皇の訪中決定を躊躇う宮澤に「天皇訪中問題について決めるべきはごちゃごちゃ言わず早く決めたまえ」 と発破をかけるなど暗躍した。
1992年3月、栃木県足利市で山岡賢次の応援演説中に右翼の銃撃を受けるが、弾丸は全て外れ、金丸は助かる。同年3月25日に世界基督教統一神霊協会教祖、文鮮明が特例措置で14年ぶりに日本に入国した。アメリカで脱税により1年以上の実刑判決を受けているため、それまで出入国管理及び難民認定法の規定で入国できなかったが、「北東アジアの平和を考える会」という国会議員の会合に出席する名目で田原隆法務大臣から上陸特別許可が下りた。法務省入国管理局が金丸から打診があったことを認めたため、金丸が法務省に対する政治的圧力をかけたのではとの疑惑を生んだ。同月31日、金丸は都内のホテルで文鮮明と会談を持った。同年の埼玉県知事選挙では畑和の後継を巡り、公示直前で土屋義彦の支持を撤回し山口敏夫を担ぎ出そうとしたため反発を浴びた（結果として土屋は埼玉県知事に当選した）。また金丸は首都機能移転の推進論者であったといい、反対派の石原慎太郎を強く批判している。

### 失脚・晩年
1992年8月、東京佐川急便事件に絡んで東京佐川急便から5億円の闇献金が発覚した。金丸は副総裁を辞任し、東京地方検察庁に政治資金規正法違反を認める上申書を提出した。9月に東京簡易裁判所から罰金20万円の略式命令を受けた。刑罰の軽さに批判が大きく、こうした世論の反発の強さから、金丸は10月14日に衆議院議員の辞職願を提出し、10月21日付で辞職した。竹下派会長も辞任した。
1993年3月6日、金丸は政治資金を流用して個人資産を蓄財し脱税したとして東京地方検察庁に逮捕された。検察は金丸が1987年から1989年にかけて約18億4230万円の所得を隠し、10億3775万円を脱税したとされた（1987年と1989年は金丸単独の犯行、1988年は金丸と第一秘書の生原正久との共同の犯行とされた）。金丸は捜査段階では罪を認めていたが、保釈後は「政界再編のための資金」として無罪を主張するようになった。だが、金丸の体調は持病の糖尿病により悪化し、左目は白内障によりほぼ失明しながらも、最後まで裁判を続けるつもりで1ヶ月に1度から2度、裁判のために甲府市から東京地方裁判所へ通っていた。しかし、金丸のあまりの体調の悪化を心配する家族の申し出により、1996年3月21日に公判は停止した。
その1週間後の3月28日に脳梗塞で死去した。81歳没。このため、公訴棄却となった。

## 死後
没後10年目の命日の2006年（平成18年）3月28日、「金丸信先生を偲ぶ会」が、金丸の後援会である「久親会」の元会員を中心に設立された。
また、同年4月2日には、南アルプス市飯野に、高さ約7メートル、幅約2メートルの「金丸信先生顕彰碑」の石碑が設置され、同日には、自由民主党国会議員を始め、山梨県知事、山梨県議会議員、山梨県内の市町村長など、360人が出席し、式典が行われた。

## エピソード
- 大雑把な性格であるとみなされることが多かった。そのため竹下登は金丸を「アバウトスキイ」と呼んだ[要出典]。
- 北朝鮮を支持の在日朝鮮人団体朝鮮総連と親しく、総連の外交部門を担う国際局出身で後に総連のトップになる許宗萬と社会党の田邊誠、自民党の野中広務、山崎拓、加藤紘一と共に日本の政治家の中で北朝鮮と特に親しかった[23]。
- 身長は170cm、体重は最盛期で90kg。日本軍徴兵の際に行われた兵役検査では甲種合格であった[要出典]。
- 地元山梨県の支持者からは「かねまるの信ちゃん」や「信ちゃん」と呼ばれていた。
- 田中角栄が自民党幹事長であったとき、幹事長室の職員がジョニー・ウォーカー黒ラベルの中身を別物に差し替えて出すことがあった（当時の「ジョニ黒」は、物品税とウイスキー等級制の酒税法上、かなり高価であり、「高級酒」のブランドイメージが強かった）。田中を含め酒を出された者の多くは、その正体に気づかなかったが、金丸は一口含むなり「ありゃー、こりゃジョニ黒じゃねえな」と見抜いた[24]。
- テレビ朝日の金丸番記者だった三反園訓（後の衆議院議員、鹿児島県知事）によると、リニアモーターカーを「リビア」、パラボラアンテナを「バラバラ」と呼ぶなど、非常に独特な言い回しをすることがあり、その言葉の意味を訊ねると「君も学がないね」と返したという。三反園はそれらの言い回しを「金丸語」としている[25]。
- 長年、自由民主党道路調査会の会長（建設族のドン）として、全国の道路整備に精通し、地元の「中部横断自動車道」の建設など、地元への利益誘導し自身も闇で財を成すという、古い型の政治家だった。とりわけ「中部横断道路」は、「山梨県には海がない。山梨県民は太平洋の海を見たい。」ということで力をいれており、中部横断道路の双葉ジャンクション〜白根インターチェンジ間は「金丸道路」と日本道路公団内では言われていた。なお、白根インターチェンジは、金丸のお膝元である[26]。
- 甲府盆地で恐れられていた日本住血吸虫症撲滅のため、水路コンクリート化において、ネックとなっていた日本国有鉄道用地内（中央本線および身延線）溝渠のコンクリート化は、金丸が縦割り行政の垣根を越えた各方面へ働きかけた結果、実現した。
- 竹下内閣時代、当時の運輸大臣石原慎太郎の元を訪ね、金丸が「中央リニア新幹線の着工と甲府付近への駅設置」を求めた際、石原から「東京からそんな近く（甲府のことを指す）に作っても仕方がないでしょう。（民営化されたばかりの）JR東海の社長にお願いしてくださいよ」と言われた。当時はリニア実験線の誘致を巡り、山梨県と北海道が争っており、石原は北海道に肩入れしていたが、結局は金丸の推した山梨県に軍配が上がった。
- 同じ田中派の塩島大が1期目中に病死した際、異常に悔しがったため、側近が理由を尋ねると「あいつを議員にするために何億も使った。それがすべて水の泡だ」と答えたという。
- 長男の康信は竹下登の長女を妻に迎え、テレビ山梨の相談役、エフエム富士の取締役を務めている。竹下との間には共通の孫、幽木遊貴がおり、過去に同人活動を行っていた。また、シンガーソングライター、タレントのDAIGOは康信の義理の甥、漫画家の影木栄貴は康信の義理の姪であり、影木栄貴は幽木遊貴の影響を受けて漫画を描き始めた。
- 金丸の次男である信吾によると、金丸自身は政治家の世襲を嫌っていたという。金丸は自分の3人の息子たち（金丸家は3兄弟だった）に「俺は絶対にお前たちを政治家にはしないからな」と語っていたことを信吾が証言している[27]。
- 大下英治は、日本で総理大臣になることを断った人物として、金丸を挙げている。政治家であれば総理大臣を目指したいのではないかとの問いに、「ぼくは総理大臣で苦労するよりも、陰で総理大臣を操っていたほうがおもしろいんだ」と語り、1980年代後半当時の金丸の立場を象徴するコメントとして話題になった。インタビュアーだったアナウンサーの吉川美代子も、印象的なインタビューとして回想している[28]。
- 上記のトラックの荷台で演説するエピソードに加えて地縁、血縁や無尽を巧みに取り込み、揺るぎなき組織戦術を行なうなど常に有利な選挙戦を行なっていた。のちにこの戦術は甲州選挙と言われるようになり、山梨県選出の国会議員や県知事なども、この戦術を行なうようになった。
- 1978年9月、同月18日に進水予定であった海上自衛隊「5200トン型護衛艦（50DDH）」の1番艦の名称は当初、気象や山岳名を基準とする自衛隊の命名規則に照らしたうえで「はるな」、「ひえい」に続いて、旧海軍で戦艦に使用されていた「山岳名」から取るのがセオリーとなりつつあったことから、1番艦を「こんごう」、同じく2番艦「きりしま」とする予定であった。しかし金丸が、自らの選挙区にある白峰三山北岳の俗称、白根山からとって、「しらね」とすることを強硬に推し、最終的に「しらね」と命名された[29]。政治家の一存で自衛艦名が決められたのは、後にも先にもこのときだけである。
- 1981年7月、義姉（金丸の先妻の兄弟の妻）が山梨県職員の男に身代金目的で誘拐され殺害された。彼女の遺体確認に金丸も立ち会った[30]。
- 1992年2月、バブル崩壊後の不況に際して「日銀総裁の首を切ってでも公定歩合を下げさせろ」と発言した。これを紹介した経済評論家の原田泰は「これは十年後にアメリカ連銀の優秀なスタッフが到達した結論と同じである。一体、金融の専門家とは何なのだろうか」「（金丸は金融の素人だろうが）この時点では間違いなく素人が正しかった」と述べて、金丸の「政治的な直感」を称えている[31]。
- 同郷出身で宗教学者の中沢新一が叔父で歴史学者の網野善彦との思い出を記した『僕の叔父さん 網野善彦』のなかに金丸信と彼が経営する醸造業に関する記述がある。
- 竹下派全盛期時代は絶大な権力を持ち、「キングメーカー」と呼ばれた。しかし、ポスト竹下やポスト海部においては、不本意な総理総裁擁立を強いられるケースもあった。
- 外交官、外交評論家の岡崎久彦は「捕まった時に秘書や側近に罪を着せようとしなかった」という理由で金丸を評価しているという。岡崎がタイ王国特命全権大使として在任していた、1991年に起こったクーデターに際して、たまたまタイを訪れた金丸が「『他国のクーデターとは違う、ただの政権交代』と本質を突いた発言をし、日タイ関係の継続に大きく貢献した」経緯が述べられている[32]。
- 鈴木宗男は、代議士となった当初金丸を師と仰いだ（金丸の失脚後、鈴木は金丸側近だった野中広務を師と仰ぐようになる）。
- 漫画『美味しんぼ』には、金丸をモデルにしたとおぼしい「学生時代柔道三昧だった」角丸豊介民自党幹事長（のち副総理）がたびたび登場する。
- 昔の政治家の中では、リッチなところを見せ付けるためか、釣りはチップとして受け取らない人もいた。盟友の竹下登は、県議時代からいつもポチ袋に小銭を入れており、ホテルのボーイなどにサービスを受けた際に、周囲には分からないようにサッと渡していた。それに対して金丸自身は金銭面で非常にシビアであり、日々の細々とした出費（食費や散髪代など）では、必ず定価通りの支払いしかせず、釣りもしっかりもらっていたという。
- 亀井静香は「あれは84年ごろだ。俺は平沼赳夫たちと内戦が続いていたカンボジアに義援金を届けようと、自民党の実力者らにカンパを募った。当時幹事長の金丸先生も共感してくれた。事務所を訪ねると背広のポケットからぽんと金を出した。「これでは足りないな」と棚や机の引き出しをごそごそやり、積み上がったのは500万円。あれには驚かされた。」と述べている[33]。

### 盟友・竹下登
島根県選出の竹下登とは年齢が10歳違うが、衆議院同期当選で、多くの共通点があり、次第に盟友となっていった。金丸の長男と竹下の長女は結婚し共通の孫までいる関係なのは有名である。
- 共に造り酒屋の生まれである。
- 共に父親は県会議員である（竹下は本人も県会議員経験者）。ちなみに父親は両方とも入り婿である。
- 共に学校の教員を経験している（金丸は旧制中学の「博物」、竹下は新制中学の「英語」）。
- 共に学生時代は柔道をしており、有段者である（金丸も竹下も柔道五段）。
- 共に私立大学（旧制）卒である（金丸は東京農業大学、竹下は早稲田大学）。
- 共に前妻と死別し、再婚経験がある（竹下はあまり公にはしていないが、前妻を戦争中に亡くし、戦後改めて後妻を迎えている）。

これらの共通点から田中派内では「金丸・竹下」と常にセットで呼ばれていた。当初から竹下は総理大臣、金丸は衆議院議長を目指していたとも言われる。新人議員の頃は、東京から選挙区が近い金丸の地元山梨から来る多くの陳情客を待たせるのに、竹下の議員事務所を使っていたこともある。竹下の選挙区は東京から遠い島根ということで、陣笠議員の頃は陳情客も少なかった。

### 拉致問題捜査の妨害行為
月刊誌『文藝春秋』1998年6月号によれば、1987年の大韓航空機爆破事件の実行犯金賢姫の証言によって捜査が開始された「李恩恵（リ・ウネ）拉致容疑事案」に関連して、韓国側からの情報提供を得た警察庁は、警備局審議官をトップに十数名からなる「李恩恵身元割出調査班」を設置し、警視庁公安部でも通称「ウネ・チーム」を設け、さらに、各都道府県警察警備部外事課でも同様のチームが設置されて全国規模の大がかりな捜査活動が展開された。その結果、朝鮮総連幹部で北朝鮮に高額の献金をし、訪朝の際には国賓待遇を受ける大物商工人、その配下の2名、1人は偽装転向して多数の偽造旅券を隠し持った北朝鮮工作員、もう1人は海岸での拉致犯罪を補助する「沿岸徘徊人」、いずれも在日朝鮮人実業家の計3名が、田口八重子（朝鮮名、李恩恵）の拉致にかかわった人物として浮かびあがった。この資料は「むかご」リストと称されている。1990年5月初め、警視庁に警察庁、検察庁、警視庁公安部外事第二課など関係各所の幹部約150名が集められ、5月10日付の大物商工人（朝鮮総連幹部）の捜索令状と、5月14日付の多数の偽造パスポートを保有する工作員の逮捕状が用意された。さらに、朝鮮総連本部や朝鮮大学校にも捜索令状が出され、機動隊も動員されて総勢450名体制で捜査に着手する予定であったが、突如、直前の5月9日に中止させられた。この件については緘口令がしかれたが、同年9月の金丸訪朝によって握り潰されたという伝聞情報がある。
同事件については、2001年12月16日付『産経新聞』が「朝鮮総連元幹部の外国人登録法違反－故金丸氏捜査に圧力」という見出しで報じた。それは、以下のような内容である。
田口八重子拉致事件の真相を解明しようという試みは、金丸信の圧力で大きく妨害された疑いがもたれている。

## 年譜

### 略歴
- 1936年
  - 東京農業大学農学部卒業
- その後、山梨県立中学校教員となりつつ、実家の醸造業を継ぐ
- 1959年
  - 1月14日 1958年8月、山梨県社会事業共同募金へ50万円寄付により紺綬褒章受章、寄付の功績顕著として木杯一組台付を併せて賜った[35]。
- 1962年
  - 3月31日 1960年10月、山梨県中巨摩郡白根町公民館兼屋内運動場建設資金として10万円を寄付により紺綬褒章受章（飾版）[36]。
- 1969年
  - 株式会社テレビ山梨初代代表取締役会長に就任。
- 1990年
  - 9月24日 田邊誠らと共に、北朝鮮を訪問する。
  - 9月26日 妙香山で金日成と会談する。
- 1992年
  - 9月28日 政治資金規正法違反で略式起訴。
  - 9月29日 同法違反で罰金20万円。
- 1993年
  - 3月6日 脱税容疑で逮捕。
- 1996年
  - 3月28日 糖尿病悪化に伴う脳梗塞のため死去、81歳。

### 政歴
- 1958年
  - 5月22日 第28回衆議院議員総選挙（山梨全県区、自由民主党公認）当選。
- 1971年
  - 9月 党山梨県支部連合会会長就任。
- 1972年
  - 1月 党国会対策委員長就任。
  - 12月22日 建設大臣【近畿圏整備長官兼中部圏開発整備長官兼首都圏整備委員会委員長兼任】（第2次田中角栄内閣）就任。
- 1974年
  - 12月9日 国土庁長官（三木内閣）就任。
- 1976年
  - 12月 衆議院議院運営委員長就任。
- 1977年
  - 11月28日 防衛庁長官（福田内閣改造内閣）就任。
- 1978年
  - 12月 党国会対策委員長就任。
- 1983年
  - 12月 党総務会長就任。
- 1984年
  - 10月 党幹事長就任。
- 1985年
  - 2月7日 勉強会「創政会」結成
- 1986年
  - 7月22日 国務大臣【副総理兼民間活力導入担当】（第3次中曽根内閣）就任。
- 1987年
  - 6月3日 経世会（竹下派）結成。
  - 11月 経世会会長就任。
- 1992年
  - 1月8日 党副総裁就任。
  - 8月27日 党副総裁辞任。
  - 10月14日 衆議院議員辞職。経世会会長辞任。

## 政治語録
- 「保革連合勢力には主義も主張もない。水と油が一緒になっている。水と油で天ぷらが揚がるか。」（1967年1月30日）
- 「列島改造もさることながら、何よりも人づくりを先にやらなければならない。ぐうたら人間を育てていては列島改造も砂上の楼閣になる。」（1972年12月10日）
- 「一般消費税は悪税だと言わざるを得ない。富士山の五合目以下の人から徴税するのではなく、中間ベルト地帯を太くすることが今日の政治だ。」（1979年2月3日）
- 「このシャバは君たちの思うようなシャバではない。親分が右と言えば右、左と言えば左なのだ。親分が右と言うのにいやだというなら、この派閥を出て行くほかない。」（1982年10月22日）
- 「中曽根嫌いは日本一の金丸信だ。みんなの言っていることも分からんじゃあないが、いまさらどうするわけにもいかん。オヤジ（田中角栄）の声は天の声だ。オヤジも義理人情があるから中曽根といっているんだ。二度も中曽根を持ち出す気持ちもわからんわけじゃない。好き嫌いじゃない。義理人情も政治のうちだ。私はオヤジが中曽根でいく以上、中曽根でいく。嫌な人は田中派を出ていくしかない。」（1984年10月26日）
- 「民主主義の基本は妥協である」[37]

## 家族
- 先妻：玲子（1958年死別）、後妻：悦子（1961年再婚。1991年11月にゴルフ場で倒れ約2週間後に死去）
- 長男：康信（甲府商工会議所名誉会頭[38][39]、前テレビ山梨社長、エフエム富士取締役、山梨県教育委員長、NHK記者[39]。竹下登の娘婿）
- 次男：信吾[39]（境川カントリー倶楽部社長）。2022年3月死去。
信吾の妻は西松建設の元社長令嬢である。
- 三男：吉宗（境川専務）

## 著書
- 『わが体験的防衛論 : 思いやりの日米安保新時代』エール出版社〈Yell books〉、1979年7月25日。NDLJP:12015681。
- 『人は城・人は石垣・人は堀 : ありのままの政界25年』エール出版社、1983年4月1日。NDLJP:12262966。
- 末木幸一郎 編『行き過ぎれば刺し違える : 金丸信語録 27年間の足あと』ユニバース出版社、1985年3月1日。NDLJP:11923874。
- 『立ち技寝技 : 私の履歴書』日本経済新聞社、1988年8月。ISBN 4532094666。